# Francisco Rovira Beleta
Francisco Rovira Beleta (Barcelona, 25 de setembro de 1912 — Barcelona, 23 de junho de 1999) foi um realizador, guionista e produtor cinematográfico espanhol.
Francisco Rovira licenciou-se em Direito na Universidade de Barcelona em 1942, mas em 1948 decidiu dedicar-se exclusivamente ao mundo do cinema.
O seu grande êxito teve lugar em 1962, com o filme Los Tarantos, cuja ação se passava em Barcelona e em que participavam os melhores intérpretes de então do flamenco, como Antonio Gades, Carmen Amaya, Sara Lezama e Peret. Los Tarantos foi nomeado para o Óscar de melhor filme estrangeiro, tendo acontecido o mesmo em 1967 com El amor brujo.

## Filmografia

### Como realizador
- 1948 — Doce horas de vida
- 1949 — 39 cartas de amor
- 1952 — Luna de sangre
- 1953 — Hay un camino a la derecha
- 1954 — Once pares de botas
- 1956 — El expreso de Andalucía
- 1958 — Historias de la feria
- 1958 — Familia provisional
- 1960 — Altas variedades
- 1962 — Los atracadores
- 1962 — Los Tarantos (nomeado para o Óscar de melhor filme estrangeiro)
- 1966 — La dama del alba
- 1967 — El amor brujo (nomeado para o Óscar de melhor filme estrangeiro)
- 1970 — La larga agonía de los peces fuera del agua
- 1972 — No encontré rosas para mi madre
- 1976 — La espada negra
- 1986 — Crónica sentimental en rojo

### Como produtor
- 1962 — Los Tarantos
- 1966 — La dama del alba
- 1967 — El amor brujo

### Como guionista
- 1952 — Luna de sangre.
- 1953 — Hay un camino a la derecha.
- 1958 — Familia provisional.
- 1962 — Los atracadores.
- 1962 — Los Tarantos.
- 1966 — La dama del alba.
- 1970 — La larga agonía de los peces fuera del agua; co-guionista com a Joaquim Jordà.

## Prémios
- 1962 — Nomeação para o Óscar de melhor filme estrangeiro com Los Tarantos
- 1967 — Nomeação para o Óscar de melhor filme estrangeiro com El amor brujo
- 1996 — Medalha de Ouro das Belas Artes do Ministério da Cultura espanhol
- 1996 — Medalha de Ouro da Academia das Artes e Ciências Cinematográficas de Espanha
- 1999 — Prémio Carlo Duran de Cinema e Prémio Creu de Sant Jordi da Generalidade da Catalunha (póstumo)